# Allocosa sennaris
Allocosa sennaris là một loài nhện trong họ wolfspinnen (Lycosidae).
Loài này thuộc chi Allocosa. Allocosa sennaris được Carl Friedrich Roewer miêu tả năm 1959.